# Мореј (Мантова)
Мореј је насеље у Италији у округу Мантова, региону Ломбардија.
Према процени из 2011. у насељу је живело 10 становника. Насеље се налази на надморској висини од 145 м.